# Ліберті (округ, Техас)
Шаблон:StateAbbr_ 30°09′ пн. ш. 94°49′ зх. д. / 30.15° пн. ш. 94.81° зх. д.
Округ Ліберті (англ. Liberty County) — округ (графство) у штаті Техас, США. Ідентифікатор округу 48291.

## Історія
Округ утворений 1836 року.

## Демографія
За даними перепису 2000 року загальне населення округу становило 70154 осіб, зокрема міського населення було 25085, а сільського — 45069. Серед мешканців округу чоловіків було 34313, а жінок — 35841. В окрузі було 23242 домогосподарства, 17755 родин, які мешкали в 26359 будинках. Середній розмір родини становив 3,23.
Віковий розподіл населення поданий у таблиці:
| Стать    | До 15 років | 15-21 | 22-29 | 30-39 | 40-49 | 50-65 | 65-85 | Понад 85 |
| -------- | ----------- | ----- | ----- | ----- | ----- | ----- | ----- | -------- |
| Чоловіки | 8235        | 3593  | 3795  | 5338  | 5240  | 5035  | 2852  | 225      |
| Жінки    | 7842        | 3444  | 3914  | 5960  | 5478  | 5088  | 3606  | 509      |

## Суміжні округи
- Полк — північ
- Гардін — схід
- Джефферсон — південний схід
- Чемберс — південь
- Гарріс — південний захід
- Монтгомері — захід
- Сан-Джесінто — північний захід

## Виноски
1. ↑  U.S. Decennial Census. United States Census Bureau. Архів оригіналу за 26 квітня 2015. Процитовано 3 травня 2015.
2. ↑  Texas Almanac: Population History of Counties from 1850–2010 (PDF). Texas Almanac. Архів оригіналу (PDF) за 26 лютого 2015. Процитовано 3 травня 2015.
3. ↑  State & County QuickFacts. United States Census Bureau. Архів оригіналу за 29 червня 2011. Процитовано 19 грудня 2013.(англ.) Наведено за англійською вікіпедією.
4. ↑  American FactFinder. Бюро перепису населення США. Архів оригіналу за 26 лютого 2012. Процитовано 31 січня 2008.

| США | Це незавершена стаття з географії США. Ви можете допомогти проєкту, виправивши або дописавши її. |